# Coquihalla River
Der Coquihalla River ist ein 55 km langer linker Nebenfluss des Fraser River im Süden der kanadischen Provinz British Columbia.

## Flusslauf
Der Coquihalla River hat seinen Ursprung in den 1100 m hoch gelegenen Coquihalla Lakes in der Nördlichen Kaskadenkette. Der Fluss fließt in überwiegend südwestlicher Richtung durch das Gebirge.  Wichtigster Nebenfluss des Coquihalla River ist der Nicolum River. Dieser trifft 7 km oberhalb der Mündung im Coquihalla Canyon Provincial Park von Osten kommend auf den Coquihalla River. Die Mündung des Coquihalla River liegt bei der Kleinstadt Hope.
Der British Columbia Highway 5 verläuft von Hope zum Coquihalla Pass, hauptsächlich im Tal des Coquihalla River.

## Hydrologie
Der Coquihalla River entwässert ein Areal von 741 km². Der mittlere Abfluss 5,5 km oberhalb der Mündung beträgt 30,5 m³/s. Mai und Juni sind die abflussstärksten Monate mit im Mittel 71,2 bzw. 62,8 m³/s.

## Namensherkunft

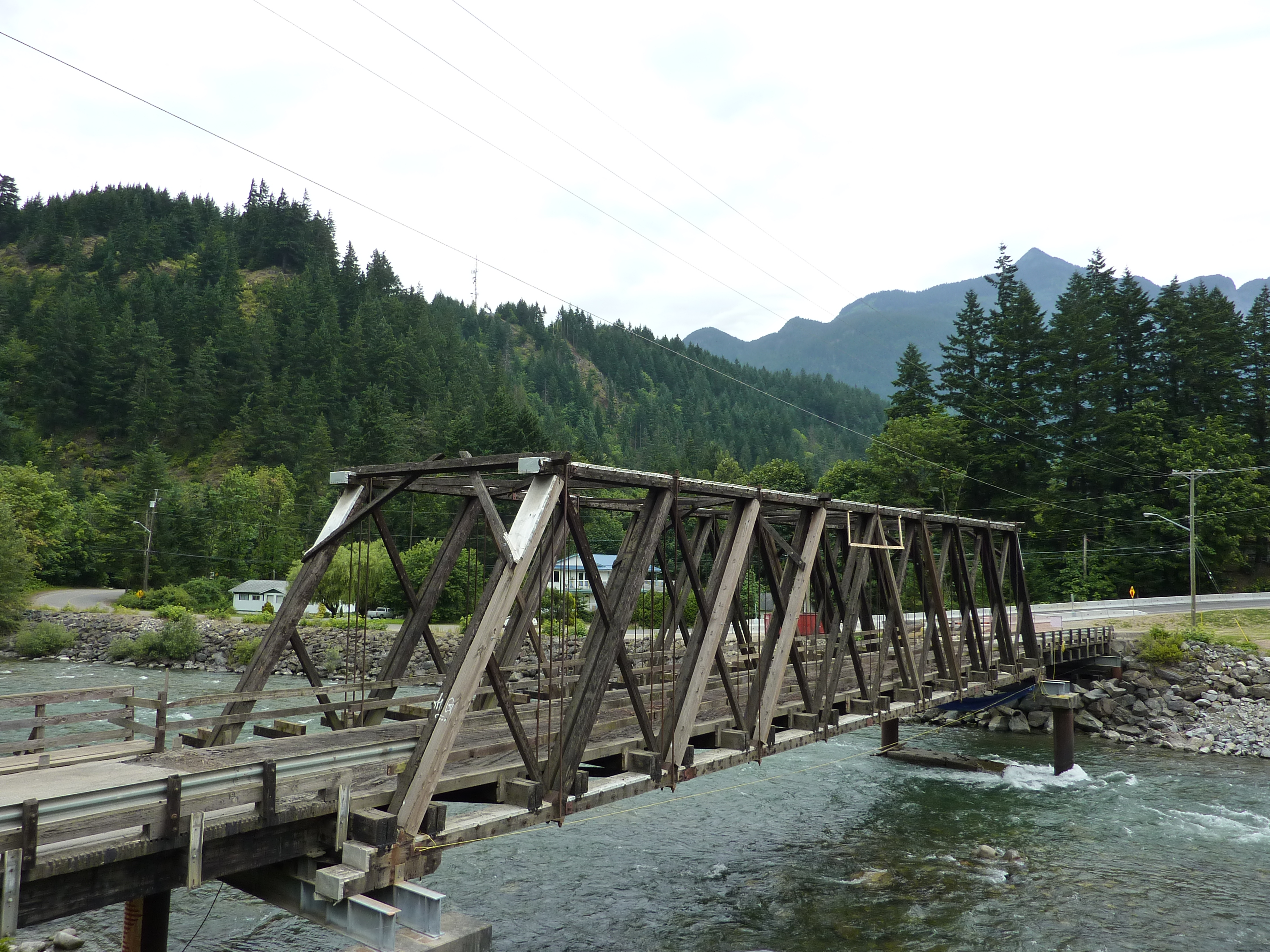
Historische Brücke über den Coquihalla River nördlich von Hope

Der Flussname leitet sich aus dem Halkomelem ab; der Ausdruck Kw'ikw'iya:la steht für knausriges Behältnis und bezieht sich auf eine Sage der Stó:lō, die mit einem Felsen im Flussbett nahe der Mündung in Zusammenhang steht. Nach dieser leben unter diesem Fels die Skw'exweq – die Unterwasser-Menschen – die den Fischern die gefangenen Lachse vom Speer stehlen und nur Fischern, denen sie wohlgesinnt sind, ihre Beute überlassen.

## Trivia
Über lange Strecken folgt ein Abschnitt des insgesamt 18.078 Kilometer langen Trans Canada Trails dem Coquihalla River.
Eine ehemalige Brücke über den Coquihalla bei Hope war ein Drehort des Spielfilms Rambo.